# Kanton Iracoubo

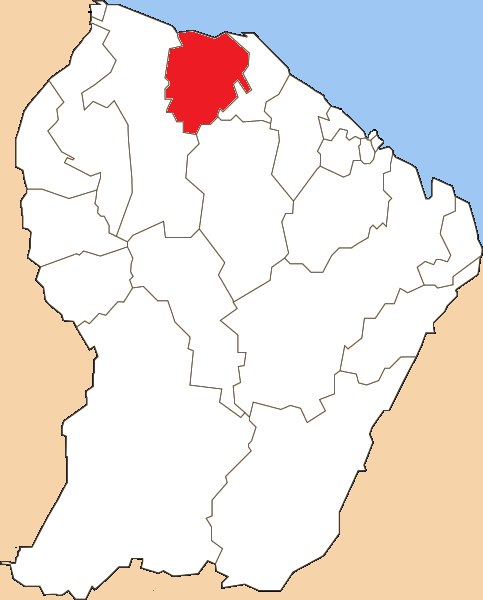
Lage des Kantons im Departement von Guayana

Der Kanton Iracoubo war ein französischer Kanton im Arrondissement Cayenne in Französisch-Guayana.
Der Kanton war deckungsgleich mit der Gemeinde Iracoubo und hatte 1955 Einwohner (2012).